# Ябдино
Я́бдино — деревня в Талдомском районе Московской области России. Входит в состав сельского поселения Темповое. Население — 50 чел. (2010).

## Население
| 1859 | 1888 | 2002 | 2006 | 2010 |
| ---- | ---- | ---- | ---- | ---- |
| 190  | ↗261 | ↘66  | ↘51  | ↘50  |

## География
Расположена в западной части района, примерно в 9 км к северо-западу от центра города Талдома. Ближайшие населённые пункты — село Великий Двор и деревня Сляднево.

## История
До Советского периода населённый пункт именовался Я́бугино. Название, возможно, имеет финское происхождение (ср. эст. jaamga — станция, деревня Ямуга в Клинском уезде). В Советское время, вероятно, из-за неблагозвучия и вариантов ударения это название было кардинально изменено на «Ябдино».
На специальной карте Европейской России 1871 года И. А. Стрельбицкого — Ябугино.
В «Списке населённых мест» 1862 года Ябугино — казённая деревня 2-го стана Калязинского уезда Тверской губернии по правую сторону Дмитровского тракта, при колодце, в 66 верстах от уездного города, с 27 дворами и 190 жителями (92 мужчины, 98 женщин).
По данным 1888 года входила в состав Талдомской волости Калязинского уезда, проживал 261 человек (133 мужчины, 128 женщин).
До муниципальной реформы 2006 года — деревня Великодворского сельского округа.